# Autour de minuit (album)
Pour les articles homonymes, voir Autour de minuit.
Albums de Julie Pietri
Lumières
(2003) L'Amour est en vie
(2014)
Singles
1. Des heures hindoues
Sortie : 2007
2. Juste quelqu'un de bien
Sortie : 2008
3. Évidemment
Sortie : 2008

Autour de minuit est le 7e album studio de Julie Pietri, sorti en 2007 chez Glam'Prod.
La couleur de l'album est tournée vers le jazz. Le concept : revisiter de grandes chansons de variété française dans des tonalités jazzy. Julie Pietri a confié la réalisation et les arrangements à Frédéric Savio. Deux titres inédits viennent s'ajouter aux neuf reprises : En attendant et Pour l'amour de l'amour. 
Avec sa reprise de La Belle Vie, Julie Pietri a souhaité rendre hommage à Sacha Distel dont elle avait été la vedette américaine à l'Olympia en 1981.
Le titre Juste quelqu'un de bien fut un succès de l'année 1994 interprété par la chanteuse Enzo Enzo.
L'album est commercialisé dans un premier temps à partir de novembre 2007 sous la forme d'une édition collector avec livret photos. Cette édition limitée à 1000 exemplaires numérotés est alors mise en vente à l'issue des concerts de la chanteuse puis sur son site internet officiel. En mars 2008, l'album est disponible sur la plupart des plates-formes de téléchargement légal et, le 19 mai, il sort dans le commerce. Cette édition 2008 se termine par deux titres bonus : un medley jazzy proposant une sélection de succès de la chanteuse et une version acoustique de son single de 1990, Étrangère.
En 2009, Autour de minuit est complété par un coffret CD/DVD en édition limitée intitulé Autour de minuit, l'intégrale et comprenant l'album studio, le DVD du concert donné par Julie Pietri au Bataclan en novembre 2007 ainsi qu'une version CD de ce concert.

## Titres
1. Les Mots bleus
Jean-Michel Jarre / Christophe
2. Des heures hindoues
Étienne Daho / David Munday
3. Juste quelqu'un de bien
Kent
4. En attendant
Julie Pietri / Frédéric Savio
5. Changez tout
Michel Jonasz
6. Évidemment
Michel Berger
7. La Belle Vie
Jean Broussolle / Sacha Distel
8. Message personnel
Françoise Hardy - Michel Berger / Michel Berger
9. Pas toi
Jean-Jacques Goldman
10. Votre fille a 20 ans
Georges Moustaki
11. Pour l'amour de l'amour
Julie Pietri / Sébastien El Chato
12. Étrangère [2]
 Julie Pietri - F. Brun / Laurent Stopnicki
13. Medley [2]
Et c'est comme si (Julie Pietri / Ray Davies) [3]
Nuit sans issue (Julie Pietri - S. Troff / Vincent-Marie Bouvot)
Ève lève-toi (Julie Pietri - Jean-Michel Bériat / Vincent-Marie Bouvot)
Magdalena (Jean-Marie Moreau / Juan Carlos Calderón) [4]

## Singles promo(non commercialisés)
- Des heures hindoues (2007)
- Juste quelqu'un de bien (2008)
- Évidemment (2008)